# Republica Socialistă Macedonia
Republica Socialistă Macedonia (macedoneană Социјалистичка Република Македонија, Socijalistička Republika Makedonija) a fost un stat socialist și o țară constituțională din Republica Socialistă Federativă Iugoslavia. După schimbarea sistemului politic în democrație parlamentară în 1990, republica și-a schimbat numele oficial în Republica Macedonia în 1991, iar odată cu destrămarea Iugoslaviei, și-a declarat independența pe 8 septembrie 1991.

## Istorie
Statul macedonean modern a fost proclamat oficial cu numele de Macedonia Democratică pe 2 august 1944 în ziua revoltei Ilinden contra Imperiului Otoman în 1903, din prima sesiune plenară ASNOM în timpul Războiului de Eliberare Națională a Macedoniei din cel de-al Doilea Război Mondial. Această zi este sărbătorită de macedoneni ca fiind ziua în care puteau guverna independent statul național.
În iunie 1944, Republica Socialistă Macedonia a adoptat limba macedoneană ca limbă oficială.
În 1945, statul și-a schimbat numele oficial în Republica Populară Macedonia. A fost încadrată oficial ca stat constituent în Federația Iugoslaviei. Cu toate aceste, unii cetățeni s-au împotrivit federației, alții cereau o independență mai mare față de autoritățile federale, care în cele de urmă au fost persecutați. Dintre victimele cele mai remarcabile se numără primul președinte Metodija Andonov-Čento. În 1963, numele a fost schimbat în Republica Socialistă Macedonia.